# Vicente Guerrero

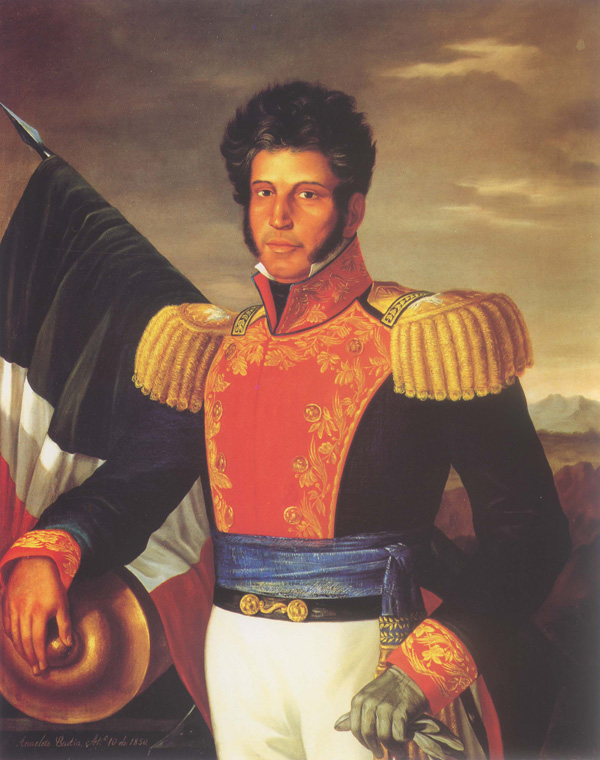
Vicente Ramón Guerrero Saldaña

Vicente Ramón Guerrero Saldaña (* 10. August 1782 in Tixtla (heute Tixtla de Guerrero), Guerrero (Mexiko); † 14. Februar 1831 in Cuilápam, Oaxaca (ermordet)) war ein mexikanischer Volksheld und ab 1812 einer der Führer der mexikanischen Rebellen während der letzten Jahre des mexikanischen Unabhängigkeitskrieges (1810–1821).

## Leben
Vicente Guerrero war der Sohn von Pedro Guerrero, einem Mestizen aus einer wohlhabenden Familie, und María de Guadalupe Saldaña, einer afrikanischen Sklavin. Aufgewachsen in einem Barrio von Tixtla (in dem später ihm zu Ehren so benannten Bundesstaat Guerrero), beherrschte er die Sprache dunkelhäutiger Minderheiten, was ihm politisch zugutekam. In seiner Jugend betätigte er sich bereits im Handels- und Transportunternehmen seines Vaters und lernte so weite Teile des Landes kennen. Im Jahr 1810 schloss er sich der mexikanischen Unabhängigkeitsbewegung (insurgentes) um José María Morelos an. Bereits zwei Jahre später bekleidete er den Rang eines Oberstleutnants in deren Armee und eroberte Oaxaca. Nach dem Scheitern der Unabhängigkeitsbewegung und der Hinrichtung ihrer Anführer führte er den Krieg im Süden des Landes noch eine Zeit lang fort.
Im Jahr 1821 schloss er mit dem spanisch-mexikanischen General Agustín de Iturbide einen erfolgreichen Pakt zur Erreichung der Unabhängigkeit. In den Jahren 1823–1824 war er eines der drei Mitglieder einer mexikanischen Junta-Regierung, von April bis Dezember 1829 dann zweiter gewählter Staatspräsident Mexikos. Er überwarf sich jedoch mit dem Ex-General und Vizepräsidenten Anastasio Bustamante, auf dessen Betreiben seine Amtszeit vorzeitig geendet hatte; dieser ließ ihn am 14. Januar 1831 auf einem Schiff vor Acapulco gefangensetzen und – nach einem zweifelhaften Prozess – am 14. Februar in einem Vorort von Oaxaca erschießen.
Seine Ehefrau hieß Guadalupe Hernández de Guerrero.

## Politische Einstellungen
Seine politische Triebfeder war die Gleichheit aller Menschen unabhängig von ihrer Rasse – am 16. September 1829 ließ er die Sklaverei in Mexiko abschaffen. Guerrero war Freimaurer und Großmeister des York-Ritus.  Er war Mitglied des Partido Popular und trug wegen seiner bäuerlichen Herkunft für gewöhnlich die Kleidung der Chinacos.